# Port morski Frombork
Port morski Frombork – mały port morski nad Zalewem Wiślanym na Warmii, położony w woj. warmińsko-mazurskim, we Fromborku. Port stanowi bazę dla floty rybackiej i posiada niewielkie nabrzeże dla jachtów. Jest przystankiem dla statków żeglugi pasażerskiej, które kursują na Zalewie Wiślanym.
W porcie funkcjonuje morskie przejście graniczne, na którym odbywa się ruch osobowy i towarowy. W sezonie letnim czynna jest komunikacja promowa z Krynicą Morską i portami rosyjskimi (Bałtyjsk, Kaliningrad).

## Położenie
Port Frombork znajduje się na południowym wybrzeżu Zalewu Wiślanego, zwanym Wybrzeżem Staropruskim, w północno-zachodniej części woj. warmińsko-mazurskiego, w północno-zachodniej części miasta Frombork.
Granice portu we Fromborku zostały ostatnio określone w 2011 r.
Do zachodniej części portu przylega zamulony basen, który zamyka kilkusetmetrowy pirs. Stanowi on nieczynną przystań jachtową.

## Infrastruktura
| Nabrzeże                          | Długość |
| --------------------------------- | ------- |
| Wschodnie postojowo-przeładunkowe | 124 m   |
| Czołowe wyładunkowe               | 27 m    |
| Przyslipowe                       | 12,8 m  |
| Zachodnie postojowo-przeładunkowe | 68,5 m  |
| Zachodnie skarpowe                | 177 m   |

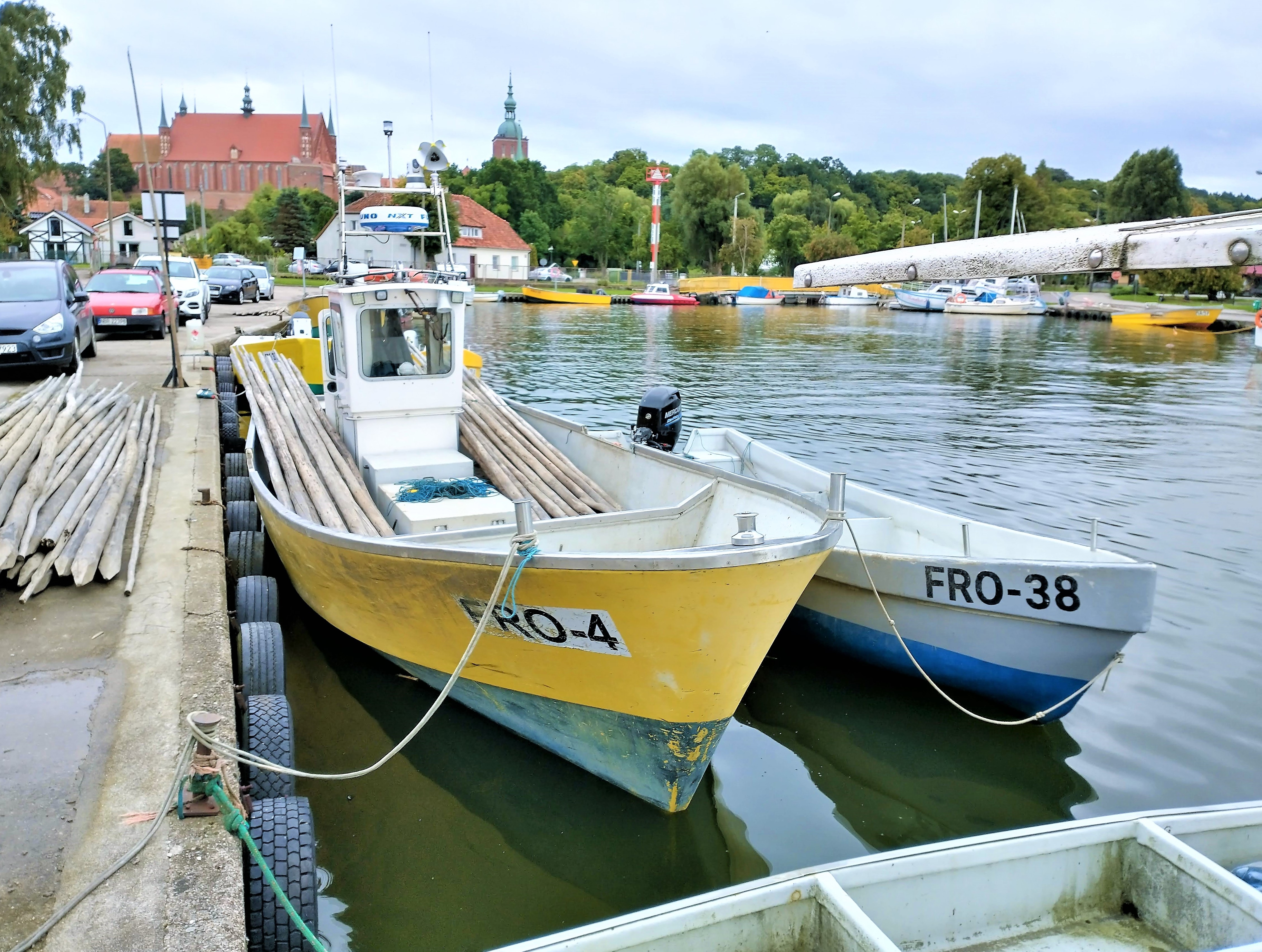
Basen portowy i Wzgórze Katedralne

Kotwicowiska portu przy pławie „FRO” mają głębokość techniczną 2,2 m oraz obejmują powierzchnię 1,1 km². Do portu od pławy prowadzi tor podejściowy o głębokości technicznej 2,4 m, szerokości w dnie 30 m oraz długości 0,5 km do prawej główki wejściowej. Do portu mogą wchodzić statki o zanurzeniu do 1,5 m oraz jachty do 1,7 m.
Port stanowi podłużny kanał portowy zakończony szerszym basenem portowym przy końcu. Port posiada dwa falochrony, których głowice są pomalowane w skośne żółto-czarne pasy. Falochron wschodni o długości 61 m posiada na swojej głowicy czerwoną kolumnę z galerią, natomiast zachodni o długości 91 m kolumnę zieloną. Wschodnie umocnienia brzegowe przy falochronie wschodnim mają długość 89 m.
Katedra we Fromborku góruje ponad panoramą miasta i stanowi znak nawigacyjny widoczny z dużej odległości. W oknie wieży kościelnej przy katedrze znajduje się czerwone światło, które jest nabieżnikiem tylnym. Stawą nabieżnikową przednią jest kratowa wieża z trójkątem ze światłem czerwonym, która jest umiejscowiona na końcu basenu portowego.
W narożniku nabrzeża Czołowego i Zachodniego znajduje się wyciąg dla łodzi.
Przy głowicy zachodniej po obu stronach cumuje biała flota. Na zachodnim falochronie znajduje się także punkt odprawy granicznej. Przy wschodnich nabrzeżach basenu portowego cumują kutry rybackie, a w południowo-zachodniej części jest niewielkie nabrzeże dla jachtów i tutejszego klubu jachtowego „Dal”.
Ruchem statków kieruje Bosmanat Portu Frombork. Infrastrukturą portową administruje Urząd Morski w Gdyni.
Miejscowe statki rybackie pływają z sygnaturą FRO na burcie.

## Historia

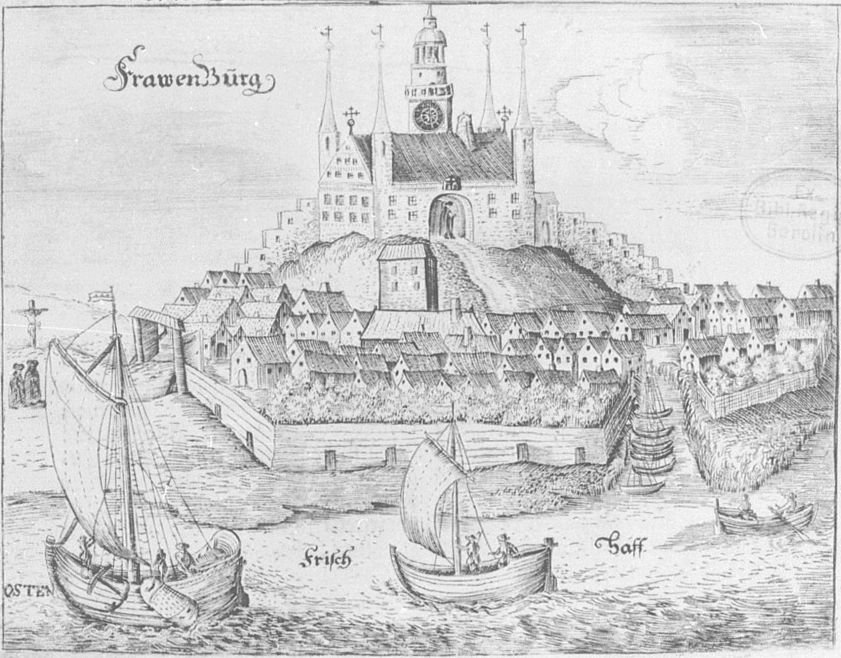
Rycina z Altes und neues Preussen

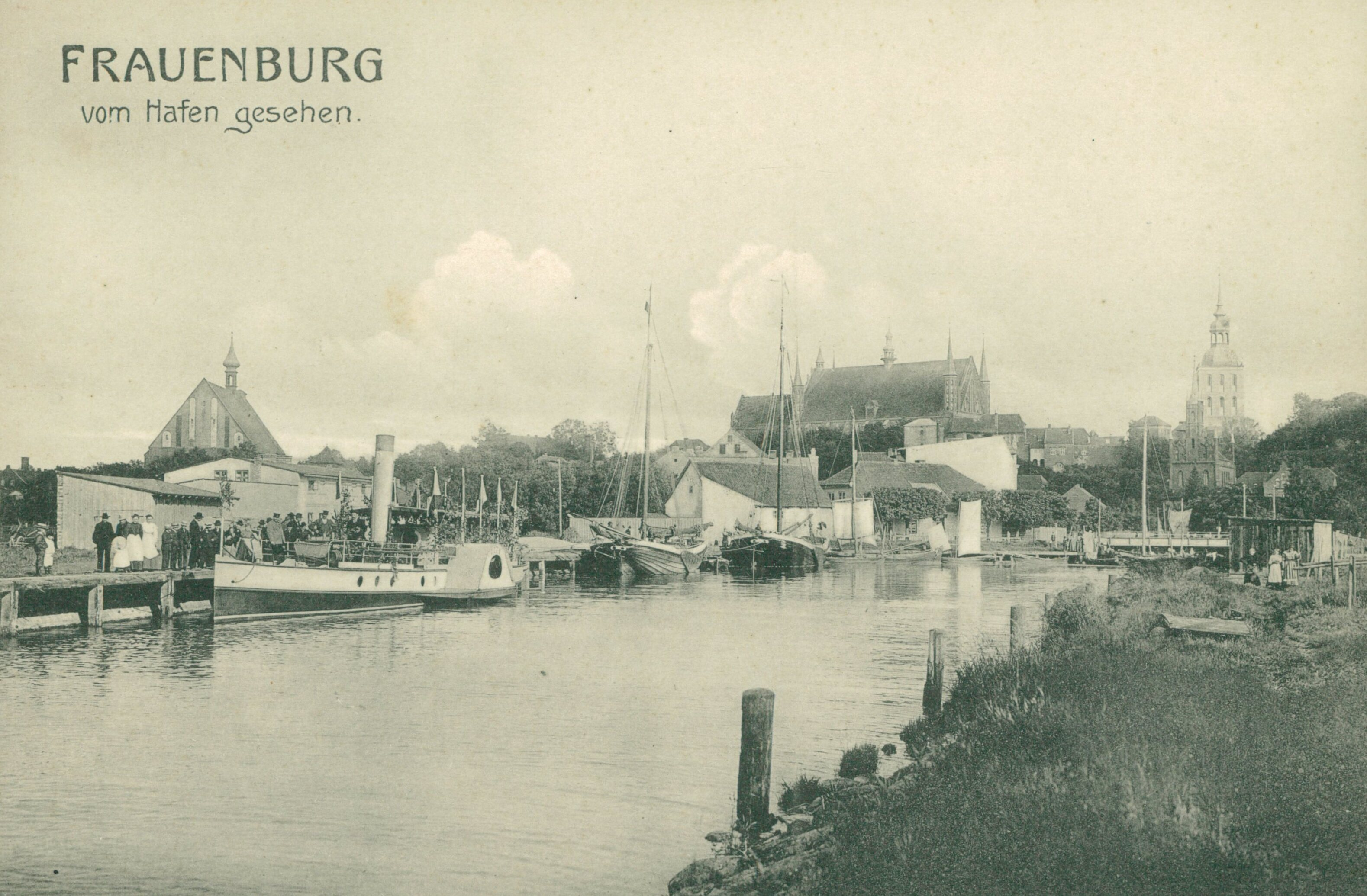
Port w 1906 roku

W 1953 r. formalnie został ustanowiony port morski we Fromborku.
W 1972 roku wybudowano na zachód od starego basenu portowego nowy basen pasażersko-jachtowy. Nowy basen portowy miał tworzyć kilkusetmetrowy pirs, który zbudowano dla białej floty oraz dla jachtów. W nowym basenie pojawił się problem falowania i ruchów wody wywołanych przez statki pasażerskie, które spowodowały zamulanie się wejścia. Zamuliła się także i zarosła trzciną część brzeżna portu.
W 2005 r. wokół zachodniego falochronu i wejścia do portu (tj. dawnych granic portu), urząd morski ustanowił przystań morską, której obszar de facto powiększał formalnie powierzchnię portu. Nowe rozporządzenie Ministra Infrastruktury z 2011 r. włączyło już ten obszar przystani w granice portu morskiego.